# Cabaret Voltaire

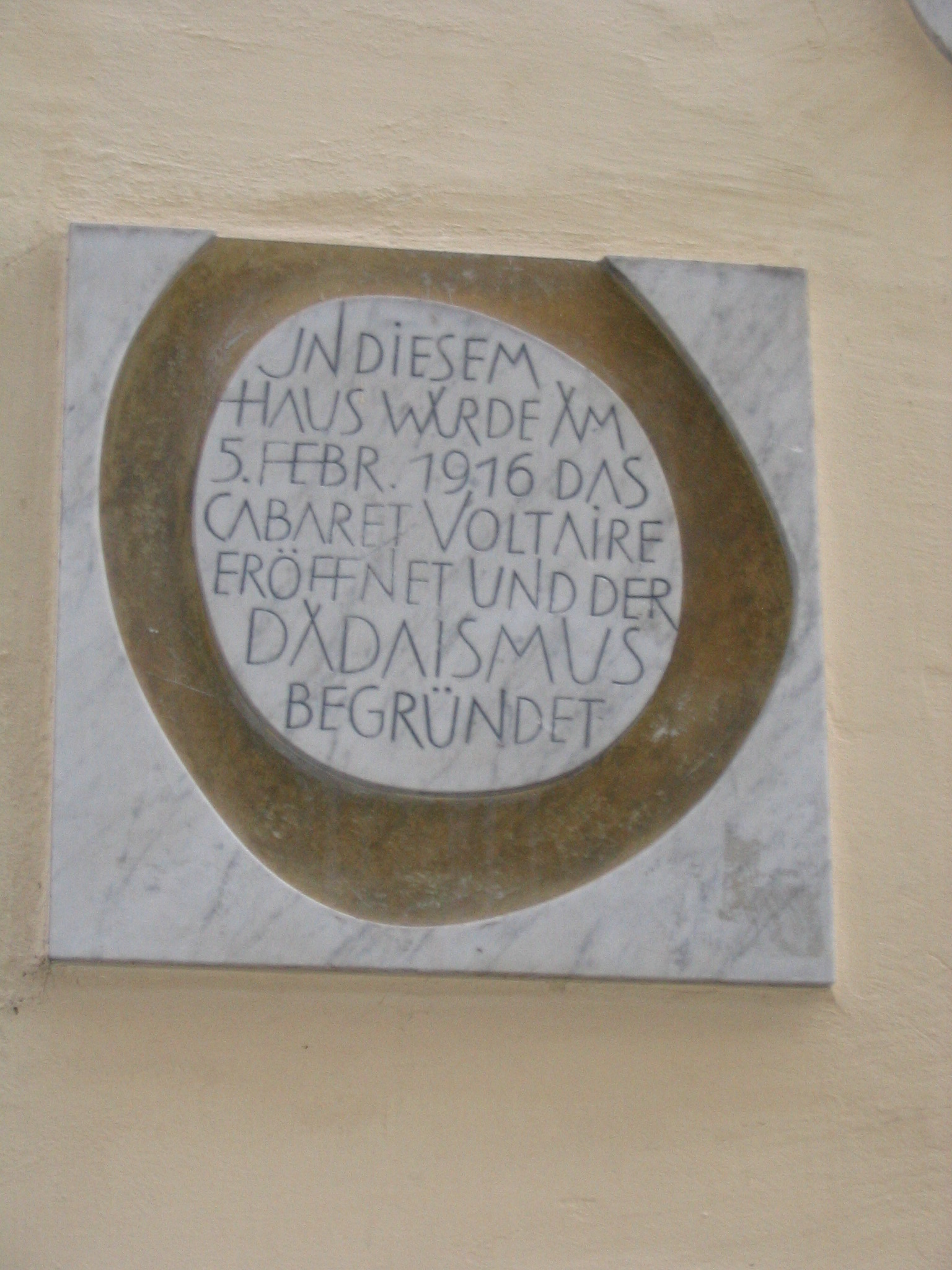
Una targa con dedica al dadaismo presso il Cabaret Voltaire

Il cabaret Voltaire è un locale d'intrattenimento con intenzioni artistiche e politiche sperimentali, fondato a Zurigo il 5 febbraio 1916 dal regista teatrale Hugo Ball e da Emmy Hennings. È considerato universalmente la culla del dadaismo, movimento di rottura e rinnovamento delle logiche artistiche tradizionali, fra i cui membri figurarono Marcel Janco, Richard Huelsenbeck, Tristan Tzara e Hans Arp.

## Storia
Durante la prima guerra mondiale la Svizzera è un paese neutrale; tra molti rifugiati che arrivano a Zurigo sono presenti molti artisti provenienti da tutta Europa. Ball e Hennings si accordano con il proprietario del Meitrei Bar al numero 1 di Spiegelgasse, chiedendo di poter usare la sala sul retro per degli eventi. Dal comunicato stampa che accompagna l'apertura del locale si legge:
(Zurigo, 2 febbraio, 1916)
Il Cabaret è caratterizzato dalla danza, dalla musica e dalle letture. Al Cabaret si tenevano mostre d'arte russa e francese, danze, letture poetiche, esecuzioni di musiche africane. Spettacoli provocatori e dissacranti che si trasformavano in autentici "eventi" culturali. Specchiando la situazione generata dalla prima guerra mondiale l'arte esibita è caotica e brutale. In almeno un'occasione il pubblico attacca il palco del Cabaret Voltaire.
Il 28 luglio 1916 Ball rende pubblico il Manifesto Dada. A giugno, pubblica un periodico con lo stesso nome; contiene lavori di artisti come Guillaume Apollinaire e la copertina è disegnata da Jean Arp. Anche se è il luogo di nascita del movimento dadaista, il cabaret ha a che fare con ogni settore dell'avanguardia, incluso il futurista Marinetti. Vengono presentati artisti radicalmente sperimentali, molti dei quali finiscono col cambiare l'espressione delle loro discipline artistiche; gli artisti in questione includono Kandinsky, Paul Klee, de Chirico ed Ernst.
Mentre il movimento Dada sta iniziando, nel 1917, l'eccitazione generata dal Cabaret Voltaire si spegne e gli artisti sono costretti a trasferirsi in altri posti a Zurigo, come la Galerie Dada a Bahnhofstrasse 19, e in seguito a Parigi e Berlino. Le attività al cabaret generano il movimento culturale Dada che ha una forte influenza sul surrealismo.

## Eventi recenti
In anni recenti l'edificio che ha ospitato il Cabaret Voltaire cade in rovina e durante l'inverno 2001-2002 un gruppo di artisti autonominatisi Neo-Dadaisti, organizzati da Mark Divo, occupa illegalmente il palazzo per protestare contro la demolizione. Dichiarano che è il segnale per una nuova generazione di schierarsi per una rinascita di Dada.
Per oltre tre mesi si tengono un grande numero di esibizioni, feste, letture di poesie e visioni di film. Il palazzo viene, inoltre, decorato e restaurato sia all'interno che all'esterno. Migliaia di persone a Zurigo prendono parte all'esperimento. Il 2 marzo 2002 la polizia fa uscire gli occupanti.
Da quel momento l'edificio ha ripreso in parte la sua funzione originaria; ha aperto di nuovo come cabaret, negozio e vanta un programma piuttosto importante in fatto di mostre ed eventi.

## Curiosità
- Jean Arp descrive una notte al cabaret: Pandemonio totale. La gente intorno a noi urla, ride e gesticola. Le nostre risposte sono sospiri d'amore, raffiche di singhiozzi, poemi, versi...
- Il nome è preso in prestito e utilizzato dalla band industriale Cabaret Voltaire.
- Cabaret Voltaire si intitola anche un libro scritto dal giornalista siciliano Pietrangelo Buttafuoco.
- Il Cabaret Voltaire è esplicitamente citato nella canzone Comunque Dada di Caparezza, appartenente all'album Museica, in cui l'autore pugliese fa chiaro riferimento al Dadaismo ed ai suoi capisaldi.

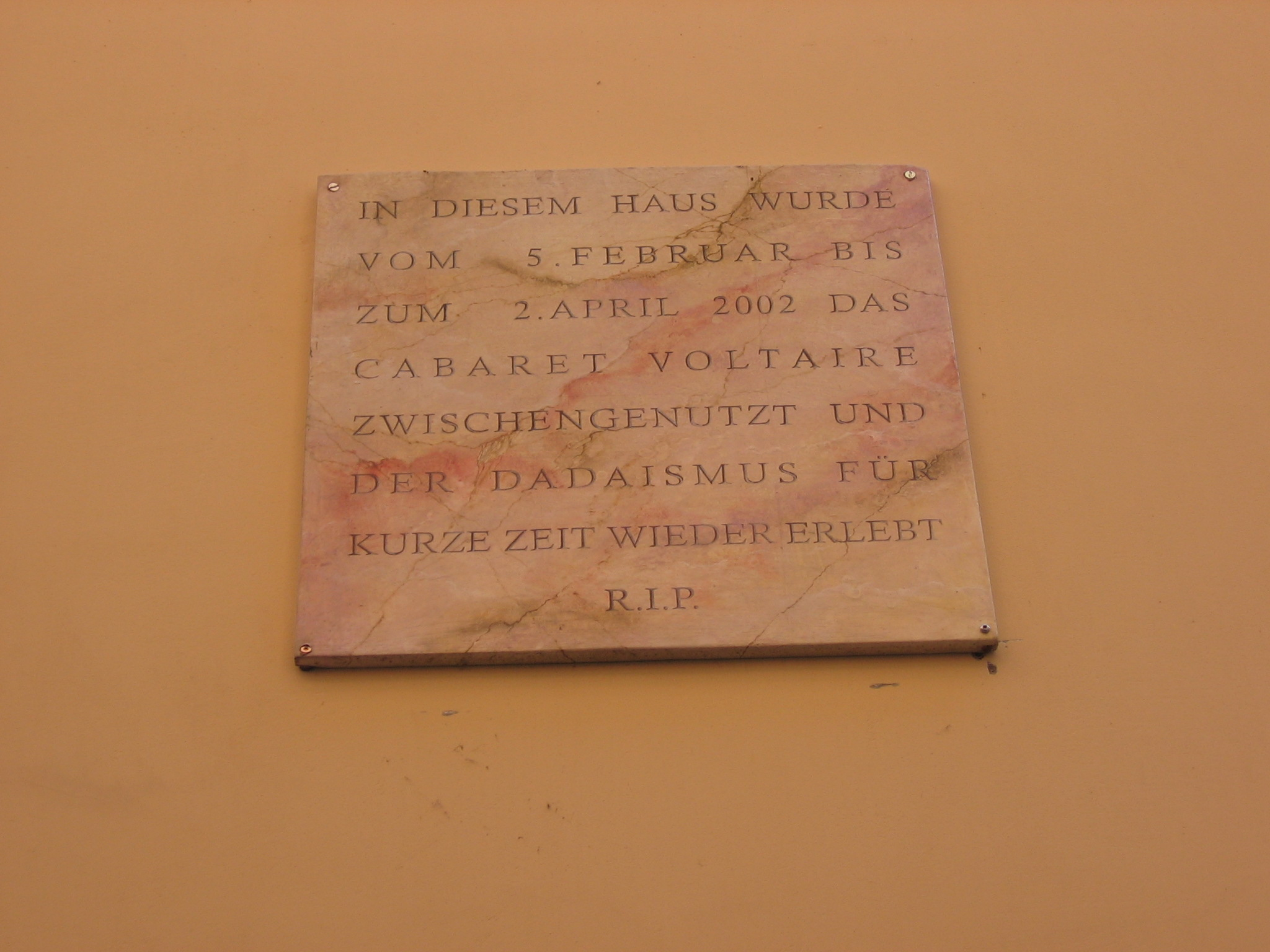
La targa affissa dopo l'occupazione del locale nel 2001-2002: "in questo edificio, dal 5 febbraio al 2 aprile 2002 furono fatti rivivere nuovamente il Cabaret Voltaire ed il Dadaismo, r.i.p."